# Бородино (броненосец)
«Бородино́» — русский эскадренный броненосец одноимённого типа. Открыл серию из пяти кораблей: «Бородино», «Император Александр III», «Орёл», «Князь Суворов» и «Слава».
Построен в 1901 году на верфи «Новое адмиралтейство» в Санкт-Петербурге под руководством корабельного инженера Д. В. Скворцова по переработанному проекту броненосца «Цесаревич». Заложен императором Николаем II в один день со спуском на воду крейсера «Аврора», 11 (24) мая 1900 года, спущен на воду 8 сентября 1901 года. Вступил в строй в сентябре 1904 года.
Под командованием капитана 1-го ранга Петра Иосифовича Серебренникова участвовал в Цусимском сражении, погиб со всей командой (спасся один матрос).

## Постройка

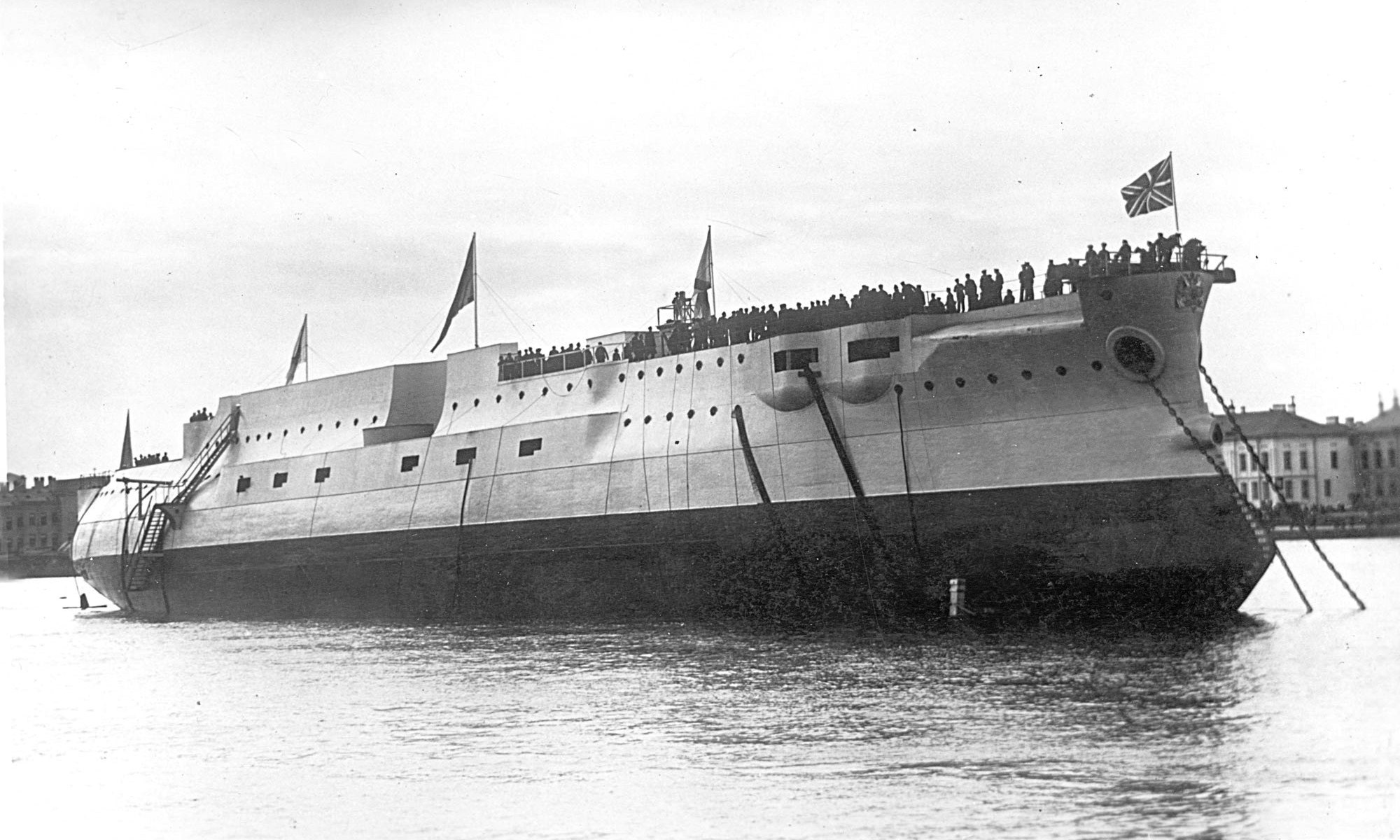
Спуск на воду броненосца «Бородино»

## Участие в Цусимском бою

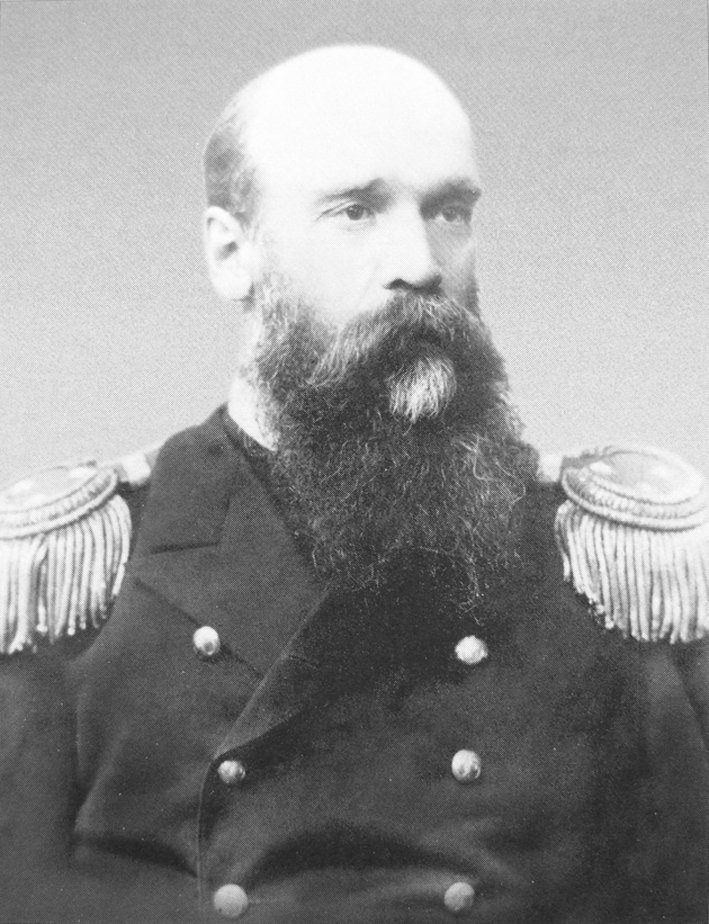
Командир корабля капитан 1-го ранга Пётр Осипович Серебренников

Во время Цусимского боя 14 (27) мая 1905 года «Бородино» шёл третьим мателотом в колонне 1-го броненосного отряда. В 14:12 получил первое серьёзное попадание снаряда. В 14:18 из-за задымления «Князя Суворова» японские корабли перенесли сосредоточенный огонь на «Императора Александра III» и «Бородино». Примерно в 14:30 броненосец выкатился из строя вправо, но исправил повреждения и занял своё место в кильватерной колонне. В 14:38 авизо «Тиха́я» выпустил по броненосцу две торпеды с дистанции 13,5 кабельтовых.
В 14:40 «Император Александр III» вышел из строя, и «Бородино» возглавил колонну.
В 14:50 броненосец повернул на север, пытаясь прорваться за кормой у эскадры Камимуры, однако манёвр был замечен, и японские крейсера легли на курс сближения. В начале четвёртого «Бородино» повернул на юго-восток и в сгустившемся тумане разошёлся с Камимурой на контр-курсах. После этого броненосец вновь повернул на северо-запад и лёг на курс к Владивостоку. В начале пятого японский флот опять начал охватывать голову русской колонны, и «Бородино» повернул на юг, чтобы пройти у противника за кормой, в результате чего русская эскадра опять скрылась из видимости за туманом и дымом.
В 17:00, повинуясь приказу контр-адмирала Небогатова, «Бородино» опять повёл колонну на северо-восток, к Владивостоку. В 17:13 адмирал Того наткнулся на колонну русских броненосцев, но вскоре вновь потерял их в тумане. В ходе короткой перестрелки был тяжело ранен командир броненосца Серебренников, и командование принял старший офицер Макаров.
Около 18:00 японский флот опять догнал русскую эскадру и начал расстреливать «Бородино» и «Орёл» с дистанции в 30 кабельтовых. «Бородино» попытался уклониться, но японцы вновь сократили расстояние. Около 18:50 на «Бородино» была сбита грот-мачта, и начался сильный пожар. В 19:00 в броненосец попали два 12" снаряда броненосца «Сикисима», после чего пламя из кормовой батареи поднялось на 10 метров над верхней палубой и быстро начало распространяться. Кормовая башня замолчала. К этому времени на броненосце вышли из строя все офицеры, он фактически остался неуправляемым, однако колонна продолжала идти за ним, выполняя отданный за несколько дней до этого приказ командующего эскадры Рожественского.
В 19:10—19:12 последний 12" снаряд из носовой башни японского броненосца «Фудзи» взорвался около правой кормовой 6" башни «Бородино». Столб пламени и дыма поднялся на высоту дымовых труб. Броненосец окутался клубами дыма и пара. Пожары вышли из-под контроля. Внезапно броненосец повалился на правый борт, опрокинулся и вскоре затонул почти со всем экипажем (865 человек); был спасён только марсовой старшина Семён Семёнович Ющин, который, оказавшись под водой в каземате, не растерялся, нащупал порт и вынырнул на поверхность; он держался за плавающий рангоут от шлюпки несколько часов и ночью был подобран японским миноносцем.

## Список корабельных и штабных офицеров, погибших в Цусимском сражении
1. Флагманский интендант, капитан 2 ранга Александр Густавович фон Витте
2. Командир, капитан 1 ранга Пётр Иосифович Серебрянников 1-й
3. Старший офицер, капитан 2 ранга Дмитрий Сергеевич Макаров 2-й
4. Ревизор, мичман Николай Оскарович Отт 1-й
5. Старший минный офицер, лейтенант Алексей Фёдорович Геркен 1-й
6. Младший минный офицер, лейтенант Владимир Титович Матковский
7. Старший артиллерийский офицер, лейтенант Пётр Евгеньевич Завалишин 2-й
8. Младший артиллерийский офицер, лейтенант Михаил Эдуардович Фукс
9. Младший артиллерийский офицер, лейтенант Евдоким Иванович Яковлев 5-й
10. Старший штурманский офицер, лейтенант Борис Илларионович Чайковский 1-й
11. Младший штурманский офицер, мичман Константин Рудольфович Де Ливрон 4-й
12. Вахтенный начальник, лейтенант Алексей Павлович князь Еникеев
13. Вахтенный начальник, мичман Михаил Александрович Таранецкий
14. Вахтенный начальник, мичман Георгий Михайлович Жолкевич
15. Вахтенный офицер, мичман Николай Николаевич Прикот
16. Вахтенный офицер, мичман Николай Александрович Протасьев
17. Вахтенный офицер, мичман Евгений Генрихович Цивинский 2-й
18. Вахтенный офицер, мичман Александр Викторович Кочуков
19. Вахтенный офицер, поручик лейб-гвардии Гусарского полка Леонтий Павлович граф Бенигсен
20. Вахтенный офицер, прапорщик по морской части Борис Владимирович Недзвецкий
21. Старший судовой механик, подполковник корпуса инженеров-механиков (КИМ) Василий Семёнович Рябинин
22. Трюмный механик, штабс-капитан КИМ Владимир Константинович Нюхалов
23. Судовой механик, штабс-капитан КИМ Павел Павлович Корнеев
24. Судовой механик, поручик КИМ Павел Михайлович Иорк
25. Судовой механик, поручик КИМ Эрнест Николаевич Вульф
26. Младший судовой механик, поручик КИМ Владимир Георгиевич Харитонов
27. Младший судовой механик, прапорщик по мех. части Николай Степанович Певнев
28. Младший судовой механик, прапорщик по мех. части Иван Иванович Дзахов
29. Старший судовой врач, надворный советник Фёдор Михайлович Лукин
30. Младший судовой врач, лекарь Аксель Эдуардович Гнадеберг
31. Корабельный инженер, младший помощник судостроителя Диодор Михайлович Шангин
32. Судовой священник, иеромонах отец Варлаам
33. Капельмейстер Павел Новиков